# Liste der Stolpersteine im Kölner Stadtteil Nippes
Die Liste der Stolpersteine im Kölner Stadtteil Nippes führt die vom Künstler Gunter Demnig verlegten Stolpersteine im Kölner Stadtteil Nippes auf.
Die Liste der Stolpersteine beruht auf den Daten und Recherchen des NS-Dokumentationszentrums der Stadt Köln, zum Teil ergänzt um Informationen und Anmerkungen aus Wikipedia-Artikeln und externen Quellen. Ziel des Kunstprojektes ist es, biografische Details zu den Personen, die ihren (letzten) freiwillig gewählten Wohnsitz in Köln hatten, zu dokumentieren, um damit ihr Andenken zu bewahren.
Anmerkung: Vielfach ist es jedoch nicht mehr möglich, eine lückenlose Darstellung ihres Lebens und ihres Leidensweges nachzuvollziehen. Insbesondere die Umstände ihres Todes können vielfach nicht mehr recherchiert werden. Offizielle Todesfallanzeigen aus den Ghettos, Haft-, Krankenanstalten sowie den Konzentrationslagern können oft Angaben enthalten, die die wahren Umstände des Todes verschleiern, werden aber unter der Beachtung dieses Umstandes mitdokumentiert.
| Bild                                                       | Name sowie Details zur Inschrift | Adresse                         | Zusätzliche Informationen |
| ---------------------------------------------------------- | --- | ------------------------------- | --- |
| Stolperstein für Alice Behrens (Auguststraße 14)           | Hier wohnte Alice Behrens, geb. Salm (Jahrgang 1884) Deportiert 1941 Łódź Verschollen                                                                                                 | Auguststr. 14 (Standort)        | Nach neueren Informationen, welche zum Zeitpunkt der Stolpersteinverlegung nicht bekannt waren, wurde Alice Behrens im Mai 1942 von Litzmannstadt (Łódź) nach Kulmhof deportiert und dort ermordet. |
| Stolperstein für Julius Behrens (Auguststraße 14)          | Hier wohnte Julius Behrens (Jahrgang 1878) Deportiert 1941 Łódź Verschollen | Auguststr. 14 (Standort)        | Nach neueren Informationen, welche zum Zeitpunkt der Stolpersteinverlegung nicht bekannt waren, wurde Julius Behrens im Mai 1942 von Litzmannstadt (Łódź) nach Kulmhof deportiert und dort ermordet. |
| Stolperstein Heinrich Bergers                              | Hier wohnte Heinrich Bergers (Jahrgang 1890) verurteilt 1939, 1942 § 175 'Vorbeugungshaft' 1943 KZ Sachsenhausen überlebt                                                             | Ulrich-Zell-Straße 2 (Standort) | Heinrich Bergers wurde 1890 im Kreis Neuss in eine kinderreiche Bauernfamilie geboren. Nach der Volksschule half er zunächst in der elterlichen Landwirtschaft. 1913 kam er nach Köln, um bei der Reichspost zu arbeiten. Während des Ersten Weltkriegs erlitt er eine Kriegsverwundung, und 1920 heiratete er. Ende der 1930er-Jahre wurde ihm vorgeworfen, er habe einen jüngeren Arbeitskollegen „unsittlich berührt“. Im September 1939 wurde er vom Kölner Landgericht wegen „Verführung männlicher Personen unter 21 Jahren“ zu einem Jahr Gefängnis verurteilt. 1942 erhielt Heinrich Bergers eine siebenmonatige Gefängnisstrafe, nachdem er in einer öffentlichen Bedürfnisanstalt einen Mann angefasst haben sollte. Nach Verbüßung der Strafe im Kölner Gefängnis Klingelpütz wurde er nicht freigelassen, sondern in das KZ Sachsenhausen deportiert. Seine Frau beantragte zweimal seine Freilassung, da sie Not leide und die Unterstützung ihres Mannes bräuchte. Nach Kriegsende wurde Bergers zunächst als politisch Verfolgter anerkannt und erhielt als früherer KZ-Häftling finanzielle Unterstützung. Während er sich als Angehöriger eines Entnazifizierungsausschusses gesellschaftlich engagierte, versuchte er, mithilfe eines Wiederaufnahmeverfahrens gegen seine Verurteilungen in der NS-Zeit vorzugehen. Nachdem bekannt wurde, dass Bergers im NS-Regime wegen homosexueller „Verfehlungen“ verfolgt worden war, wurde ihm der Status als politisch Verfolgter Ende 1949 wieder aberkannt und erhielt keinerlei Wiedergutmachung für das erlittene Unrecht. |
| Stolperstein Regina Boksch                                 | Hier wohnte Regina Boksch, geb. Kahlenberg (Jahrgang 1898) seit 1930 mehrmals in Heilanstalt Galkhausen zwangssterilisiert 1935 'verlegt' 20.3.1943 Großscheidnitz ermordet 30.3.1943 | Schwerinstraße 4 (Standort)     | Regina Boksch wurde am 25. Juni 1898 in Köln-Nippes geboren und war katholisch. Ihr Vater Michael Kahlenberg war Schreiner, über ihre Mutter Anna Maria ist nichts bekannt; die Familie lebte in ärmlichen Verhältnisse. Regina Bocksch machte eine Ausbildung zur Näherin und heiratete am 18. Mai 1923 den Herrenschneider Vinzenz Boksch aus Dubin, einem Dorf in Polen. Das Ehepaar bekam zwei Söhne. Vermutlich in dieser Zeit erkrankte Regina Boksch psychisch. 1930 wurde sie in die psychiatrische Provinzial-Heil- und Pflegeanstalt Galkhausen eingewiesen, aber offenbar schon bald wieder entlassen. Am 17. Mai 1932 kam ihr dritter Sohn zur Welt. Kurz danach wurde sie erneut für ein Jahr in eine Heilanstalt eingewiesen und 1935 zwangssterilisiert. Am 14. Dezember starb Vinzenz Boksch an einer Lungenentzündung und seine Frau war nun alleinstehend mit drei minderjährigen Kindern. Wenig später starben auch ihre Eltern, und Regina Boksch bekam eine Vermundin. Ein Jahr später unternahm sie einen Selbstmordversuch. Sie wurde dauerhaft in die Heilanstalt Galkhausen eingewiesen und am 20. März 1943 in die Landesanstalt Großschweidnitz in Sachsen verlegt. Die Patienten wurden dort durch überdosierte Beruhigungsmittel getötet oder starben an Hunger und Vernachlässigung, so auch Regina Boksch. Sie starb am 30. März 1943, zehn Tage nach ihrer Ankunft in Großschweidnitz. |
| Stolperstein für Gittel Dingfelder (Auguststraße 14)       | Hier wohnte Gittel Dingfelder (Jahrgang 1938) Deportiert 1941 Łódź Ermordet Mai 1942 in Kulmhof                                                                                       | Auguststr. 14 (Standort)        | |
| Stolperstein für Käthe Dingfelder (Auguststraße 14)        | Hier wohnte Käthe Dingfelder, geb. Lustig (Jahrgang 1913) Deportiert 1941 Łódź Ermordet Mai 1942 in Kulmhof                                                                           | Auguststr. 14 (Standort)        | |
| Stolperstein für Ella Ehrenberg (Neusser Straße 229)       | Hier wohnte Ella Ehrenberg, geb. Berlin (Jahrgang 1873) Deportiert 1942 Theresienstadt Treblinka-Minsk Ermordet                                                                       | Neusser Str. 229 (Standort)     | |
| Stolperstein für Erich Emil Ehrenberg (Neusser Straße 229) | Hier wohnte Erich Emil Ehrenberg (Jahrgang 1875) Deportiert 1942 Theresienstadt Treblinka 1942 ???                                                                                    | Neusser Str. 229 (Standort)     | |
| Stolperstein für Veronika Esserholz (Auguststraße 14)      | Hier wohnte Veronika Esserholz (Jahrgang 1895) Deportiert 1941 Łódź Für tot erklärt                                                                                                   | Auguststr. 14 (Standort)        | Nach neueren Informationen, welche zum Zeitpunkt der Stolpersteinverlegung nicht bekannt waren, wurde Veronika Esserholz im Mai 1942 von Litzmannstadt (Łódź) nach Kulmhof deportiert und dort ermordet. |
| Stolperstein für Elly Fey (Wilhelmstraße 85)               | Hier wohnte Elly Fey (Jahrgang 1899) Zeugin Jehovas Deportiert 1939 KZ Ravensbrück Überlebt                                                                                           | Wilhelmstr. 85 (Standort)       | Der am 4. Oktober 2004 verlegte Stolperstein erinnert an Elly Fey, geboren am 9. Oktober 1899 in Köln-Nippes. Elly Fey war Arbeiterin bei den Rheinischen Draht- und Kabelwerken in Köln-Niehl. Seit 1932 bekannte sie sich zur Internationalen Bibelforscher-Vereinigung und beteiligte sich an der Verteilung von Flugblättern und biblischer Literatur wie dem Buch Die Harfe Gottes. Elly Fey leitete zeitweise als Gruppendienerin eine Kölner Gruppe der Ernsten Bibelforscher im Untergrund. Am 10. September 1937 wurde sie, nachdem sie 1500 Flugblätter verteilt hatte, verhaftet und in das Kölner Gefängnis Klingelpütz gebracht. Am 4. April 1938 wurde sie vom Sondergericht Köln zu zwei Jahren Gefängnis verurteilt. Nach Verbüßung ihrer Gefängnisstrafe wurde sie am 28. September 1939, auf unbestimmte Zeit in das Frauen-KZ Ravensbrück eingeliefert (Häftlingsnummer 2183). In der Aufbauphase des KZ musste Elly Fey an schweren Ausschachtungsarbeiten für die neuen Gebäude arbeiten. Später wurde sie in der Nähstube eingesetzt. Im Dezember 1939 weigerten sich die Zeuginnen Jehovas der Nähstube aus Gewissensgründen Uniformteile für Soldaten herzustellen, worauf die Gruppe durch Nahrungsmittelentzug, Dunkelhaft, Kälte und Zwangsarbeit bestraft wurde. Ende April 1945 wurde Elly Fey aus dem KZ Ravensbrück befreit. Nach ihrer Haftentlassung heiratete sie den Stellmacher August Scholz, der den Todesmarsch vom KZ Ravensbrück nach Raben Steinfeld (Schwerin) überlebt hatte. Elly Fey und August Scholz lebten nach dem Krieg in der Glasstraße 66 in Köln-Ehrenfeld und beteiligten sich aktiv am Wiederaufbau der Kölner Gemeinden der Zeugen Jehovas. Elly Fey starb 1979 in Köln. |
| Stolperstein für Leo Frank (Dormagener Straße 1)           | Hier wohnte Leo Frank (Jahrgang 1904) Deportiert 1941 Łódź ??? | Dormagener Str. 1 (Standort)    | Nach neueren Informationen, welche zum Zeitpunkt der Stolpersteinverlegung nicht bekannt waren, wurde Leo Frank im September 1942 von Litzmannstadt (Łódź) nach Kulmhof deportiert und dort ermordet. |
| Stolperstein für Hedwig Freund (Wilhelmstraße 55)          | Hier wohnte Hedwig Freund, geb. Seligmann (Jahrgang 1881) Deportiert 1941 Łódź Für tot erklärt                                                                                        | Wilhelmstr. 55 (Standort)       | Nach neueren Informationen, welche zum Zeitpunkt der Stolpersteinverlegung nicht bekannt waren, wurde Hedwig Freund nicht 1941 nach Łódź deportiert, sondern am 20. Juli 1942 nach Minsk. Dort wurde sie wenige Tage nach der Ankunft ermordet. |
| Stolperstein für Julius Freund (Wilhelmstraße 55)          | Hier wohnte Julius Freund (Jahrgang 1880) Deportiert 1941 Łódź Für tot erklärt | Wilhelmstr. 55 (Standort)       | Nach neueren Informationen, welche zum Zeitpunkt der Stolpersteinverlegung nicht bekannt waren, wurde Julius Freund nicht 1941 nach Łódź deportiert, sondern am 20. Juli 1942 nach Minsk. Dort wurde sie wenige Tage nach der Ankunft ermordet. |
| Stolperstein für Heinz Alfred Gerson (Hartwichstraße 46)   | Hier wohnte Heinz Alfred Gerson (Jahrgang 1931) Deportiert 1941 Für tot erklärt | Hartwichstr. 46 (Standort)      | Nach neueren Informationen wurde Heinz Alfred Gerson nicht im Jahr 1931, sondern 1913 geboren. |
| Stolperstein für Edith Gottschalk (Ürdinger Straße 7)      | Hier wohnte Edith Gottschalk (Jahrgang 1931) Deportiert 1941 Riga Überlebt | Ürdinger Str. 7 (Standort)      | |
| Stolperstein für Karl Gottschalk (Ürdinger Straße 7)       | Hier wohnte Karl Gottschalk (Jahrgang 1924) Deportiert 1941 Riga Für tot erklärt | Ürdinger Str. 7 (Standort)      | |
| Stolperstein für Reine Gottschalk (Ürdinger Straße 7)      | Hier wohnte Reine Gottschalk, geb. Levie (Jahrgang 1902) Deportiert 1941 Riga Für tot erklärt                                                                                         | Ürdinger Str. 7 (Standort)      | |
| Stolperstein Emilie Hirsch                                 | Hier wohnte Emilie Hirsch, geb. Schwarz (Jahrgang 1892) deportiert 1941 Łodz/Litzmannstadt ermordet 10.8.1942                                                                         | Erzbergerplatz 10 (Standort)    | |
| Stolperstein Günther Bernhard Hirsch                       | Hier wohnte Günther Bernhard Hirsch (Jahrgang 1922) deportiert 1941 Łodz/Litzmannstadt 1942 Zwangsarbeit Posen ermordet                                                               | Erzbergerplatz 10 (Standort)    | |
| Stolperstein Hermann Hugo Hirsch                           | Hier wohnte Hermann Hugo Hirsch (Jahrgang 1885) deportiert 1941 Łodz/Litzmannstadt ermordet 8.7.1942                                                                                  | Erzbergerplatz 10 (Standort)    | |
| Stolperstein für Ella Horn (Erzbergerplatz 13)             | Hier wohnte Ella Horn, geb. Feldheim (Jahrgang 1892) Unfreiwillig verzogen 1937 Hannover Deportiert 1941 Riga Ermordet                                                                | Erzbergerplatz 13 (Standort)    | Der am 3. April 2017 verlegte Stolperstein erinnert an Ella Horn (geb. Feldheim), geboren am 17. Oktober 1892 in Hörde. Ella Horn war die Tochter von Siegmund und Mathilde Feldheim. Gemeinsam mit ihrem Mann Paul und Tochter Lore wurde sie aus dem Ghettohaus Ohestraße 9 in Hannover, am 15. Dezember 1941, mit dem 5. Transport in das Ghetto Riga deportiert. Hier verliert sich ihre Spur. Ella Horn wurde für tot erklärt. |
| Stolperstein für Lore Horn (Erzbergerplatz 13)             | Hier wohnte Lore Horn (Jahrgang 1924) Unfreiwillig verzogen 1937 Hannover Deportiert 1941 Riga Stutthof Befreit                                                                       | Erzbergerplatz 13 (Standort)    | Der am 3. April 2017 verlegte Stolperstein erinnert an Lore Horn, geboren am 5. Dezember 1924 in Köln. Lore Horn war die Tochter von Paul und Ella Horn (geb. Feldheim). Gemeinsam mit ihren Eltern wurde sie aus dem Ghettohaus Ohestraße 9 in Hannover, am 15. Dezember 1941, mit dem 5. Transport in das Ghetto Riga deportiert. Von dort aus wurde Lore Horn in das KZ Stutthof verschleppt. Lore Horn überlebte den Holocaust. |
| Stolperstein für Paul Horn (Erzbergerplatz 13)             | Hier wohnte Paul Horn (Jahrgang 1893) Unfreiwillig verzogen 1937 Hannover Deportiert 1941 Riga Ermordet                                                                               | Erzbergerplatz 13 (Standort)    | Der am 3. April 2017 verlegte Stolperstein erinnert an Paul Horn, geboren am 27. Dezember 1893 in Vorst. Paul Horn war der Sohn von Benjamin und Elfride Horn. Gemeinsam mit seiner Frau Ella und Tochter Lore wurde er aus dem Ghettohaus Ohestraße 9 in Hannover, am 15. Dezember 1941, mit dem 5. Transport in das Ghetto Riga deportiert. Hier verliert sich seine Spur, Paul Horn wurde für tot erklärt. |
| Stolperstein für Thekla Isaac (Auguststraße 14)            | Hier wohnte Thekla Isaac (Jahrgang 1885) Deportiert 1941 Riga ??? | Auguststr. 14 (Standort)        | |
| Stolperstein für Albert Kaufmann (Wilhelmstraße 55)        | Hier wohnte Albert Kaufmann (Jahrgang 1901) Deportiert Theresienstadt Verschollen | Wilhelmstr. 55 (Standort)       | |
| Stolperstein für Josef Pinkas Kuflik (Ürdinger Straße 7)   | Hier wohnte Josef Pinkas Kuflik (Jahrgang 1879) Deportiert Für tot erklärt | Ürdinger Str. 7 (Standort)      | |
| Stolperstein für Sara Esther Kuflik (Ürdinger Straße 7)    | Hier wohnte Sara Esther Kuflik, geb. Billet (Jahrgang 1879) Deportiert Für tot erklärt                                                                                                | Ürdinger Str. 7 (Standort)      | |
| Stolperstein für Else Marx (Wilhelmstraße 55)              | Hier wohnte Else Marx, geb. Schlesinger (Jahrgang 1905) Deportiert 1941 Łódź Für tot erklärt                                                                                          | Wilhelmstr. 55 (Standort)       | Der Stolperstein erinnert an Else Marx (geb. Schlesinger), geboren am 25. Februar 1905 in Dorstfeld. Die Sekretärin Else Marx war die Tochter von Gottschalk Schlesinger und seiner Frau Johanna (geb. Lichtenstein). Verheiratet war sie mit Hans Marx. Gemeinsam wurden sie am 30. Oktober 1941 aus dem „Ghettohaus“ Wilhelmstraße 55 mit dem 16. Transport in das Ghetto Litzmannstadt (Łódź) deportiert. Im Mai 1942 wurde sie in das Vernichtungslager Kulmhof verbracht, dort verliert sich ihre Spur... |
| Stolperstein für Hans Marx (Wilhelmstraße 55)              | Hier wohnte Hans Marx (Jahrgang 1903) Deportiert 1941 Łódź Verschollen | Wilhelmstr. 55 (Standort)       | Der Stolperstein erinnert an Hans Marx, geboren am 10. August 1903 in Köln. Hans Marx war der Sohn des Friedhofgärtners Max Marx und seiner Frau Sara (geb. Löwenbach). Die Familie wohnte in der Tempelstraße 17. Hans Marx besuchte von 1914 bis 1919 das Städtische Realgymnasium Köln-Deutz. Am 26. Juni 1933 emigrierte er nach Belgien und am 2. Oktober 1933 nach Frankreich. Hans Marx wurde, gemeinsam mit seiner Frau Else (geb. Schlesinger), am 30. Oktober 1941 aus dem „Ghettohaus“ Wilhelmstraße 55 mit dem 16. Transport in das Ghetto Litzmannstadt (Łódź) deportiert. In der Transportliste wurde für Hans Marx der Beruf „Friedhofswächter“ eingetragen. Am 11. Mai 1942 wurde er in das Vernichtungslager Kulmhof verbracht, dort verliert sich seine Spur... Für Hans Marx wurde ein weiterer Stolperstein vor seiner ehemaligen Schule dem Deutzer Gymnasium Schaurtestraße verlegt. |
| Stolperstein für Marianne Marx (Wilhelmstraße 55)          | Hier wohnte Marianne Marx, geb. Seligmann (Jahrgang 1889) Deportiert 1941 Łódź Verschollen                                                                                            | Wilhelmstr. 55 (Standort)       | |
| Stolperstein für Josef Oppenheimer (Neusser Straße 204)    | Hier wohnte Josef Oppenheimer (Jahrgang 1910) Deportiert 1941 Łódź Tod am 27. Juli 1942                                                                                               | Neusser Str. 204 (Standort)     | |
| Stolperstein für Josef Oppenheimer (Dormagener Straße 1)   | Hier wohnte Josef Oppenheimer (Jahrgang 1910) Deportiert 1941 Łódź Tod am 27. Juli 1942                                                                                               | Dormagener Str. 1 (Standort)    | |
| Stolperstein für Julia Oppenheimer (Dormagener Straße 1)   | Hier wohnte Julia Oppenheimer (Jahrgang 1907) Deportiert 1941 Łódź ??? | Dormagener Str. 1 (Standort)    | Nach neueren Informationen, welche zum Zeitpunkt der Stolpersteinverlegung nicht bekannt waren, starb Julia Oppenheimer am 20. Dezember 1942 im Ghetto Litzmannstadt (Łódź). |
| Stolperstein für Hans Hermann Osser (Blücherstraße 15–17)  | Hier lernte Hans Hermann Osser (Jahrgang 1914) Deportiert 1942 Theresienstadt 1943 Auschwitz ermordet                                                                                 | Blücherstr. 15–17 (Standort)    | Der am 22. November 2017 verlegte Stolperstein erinnert an Hans Hermann Osser, geboren am 11. Januar 1914 in Köln. Hans Hermann Osser war Schüler am Leonardo-da-Vinci-Gymnasium Köln-Nippes. Am 5. September 1942 wurde er vom Fort V Müngersdorf aus, mit dem Transport III/3, in das Ghetto Theresienstadt deportiert und kam am 23. Januar 1943 in das Konzentrations- und Vernichtungslager Auschwitz. Dort verliert sich seine Spur. |
| Stolperstein für Günter Rossbach (Blücherstraße 15–17)     | Hier lernte Günter Rossbach (Jahrgang 1927) Schulverweis 1943 Versteckt überlebt | Blücherstr. 15–17 (Standort)    | Der am 22. November 2017 verlegte Stolperstein erinnert an Günter Rossbach, geboren 1927. Günter Roßbach war Schüler am Leonardo-da-Vinci-Gymnasium Köln-Nippes. 1943 wurde er von der Schule verwiesen und überlebte versteckt den Holocaust. Später wurde er Geiger am Gürzenichorchester Köln. Gestorben 2001. |
| Stolperstein für Rosa Safarowsky (Thüringer Straße 3)      | Hier wohnte Rosa Safarowsky, geb. Reiff (Jahrgang 1904) Deportiert KZ Sachsenhausen Tod 12. März 1945                                                                                 | Thüringer Str. 3 (Standort)     | Der Stolperstein erinnert an Rosa Safarowsky, geboren am 23. November 1914 in Düsseldorf. Sie starb als politisch verfolgte Widerstandskämpferin am 12. März 1945 im KZ Sachsenhausen. 2022 wurde ihr zu Ehren eine Verbindungsstraße im Nippeser Tälchen in Rosa-Safarowsky-Weg benannt. |
| Stolperstein für Rudolf Safarowsky (Thüringer Straße 3)    | Hier wohnte Rudolf Safarowsky (Jahrgang 1903) Erschossen Von der Gestapo Am 17. März 1943                                                                                             | Thüringer Str. 3 (Standort)     | Der Stolperstein erinnert an Franz Rudolf Safarowsky, geboren am 5. Oktober 1903 in Leipzig. Seine Eltern waren Franz und Selma Safarowsky geb. Freund. Der gelernte Friseur war mit Rosa Maria Josefine Reiff verheiratet. Er starb als politisch Verfolgter am 17. März 1943 im Alter von 39 Jahren in Vor den Siebenburgen, Köln-Altstadt/Süd. |
| Stolperstein für Anton Schwall (Holbeinstr. 12)            | Hier wohnte Anton Schwall (Jahrgang 1899) Eingewiesen 1935 Heil- und Pflegeanstalt Galkhausen Verlegt 27.5.1941 Hadamar Ermordet 27.5.1941 'Aktion T4'                                | Holbeinstr. 12 (Standort)       | Der Stolperstein erinnert an Anton Schwall, geb. 1899. Er wurde am 16. Juni 2025 verlegt. |
| Stolperstein für Alfred Seligmann (Wilhelmstraße 55)       | Hier wohnte Alfred Seligmann (Jahrgang 1907) Deportiert 1942 Łódź Für tot erklärt | Wilhelmstr. 55 (Standort)       | Nach neueren Informationen, welche zum Zeitpunkt der Stolpersteinverlegung nicht bekannt waren, wurde Alfred Seligmann im Mai 1942 von Litzmannstadt (Łódź) nach Kulmhof deportiert und dort ermordet. |
| Stolperstein für Aron Seligmann (Wilhelmstraße 55)         | Hier wohnte Aron Seligmann (Jahrgang 1938) Deportiert 1942 Riga Für tot erklärt | Wilhelmstr. 55 (Standort)       | |
| Stolperstein für Gerson Seligmann (Wilhelmstraße 55)       | Hier wohnte Gerson Seligmann (Jahrgang 1940) Deportiert 1941 Ermordet | Wilhelmstr. 55 (Standort)       | |
| Stolperstein für Hermann Seligmann (Wilhelmstraße 55)      | Hier wohnte Hermann Seligmann (Jahrgang 1914) Deportiert 1941 Riga Für tot erklärt | Wilhelmstr. 55 (Standort)       | |
| Stolperstein für Ingeborg Seligmann (Wilhelmstraße 55)     | Hier wohnte Ingeborg Seligmann, geb. Mayer (Jahrgang 1922) Deportiert 1941 Riga Für tot erklärt                                                                                       | Wilhelmstr. 55 (Standort)       | Nach neueren Informationen, welche zum Zeitpunkt der Stolpersteinverlegung nicht bekannt waren, wurde Ingeborg Seligmann im Mai 1942 von Litzmannstadt (Łódź) nach Kulmhof deportiert und dort ermordet. |
| Stolperstein für Leni Seligmann (Wilhelmstraße 55)         | Hier wohnte Leni Seligmann, geb. Maller (Jahrgang 1914) Deportiert 1941 Riga Für tot erklärt                                                                                          | Wilhelmstr. 55 (Standort)       | |
| Stolperstein für Albert Tobias (Kuenstraße 38)             | Hier wohnte Albert Tobias (Jahrgang 1891) Deportiert 1941 Łódź ??? | Kuenstr. 38 (Standort)          | Nach neueren Informationen, welche zum Zeitpunkt der Stolpersteinverlegung nicht bekannt waren, wurde Albert Tobias im Mai 1942 von Litzmannstadt (Łódź) nach Kulmhof deportiert und dort ermordet. |
| Stolperstein für Bernhard Voos (Wilhelmstraße 55)          | Hier wohnte Bernhard Voos (Jahrgang 1909) Deportiert 1941 Łódź Für tot erklärt | Wilhelmstr. 55 (Standort)       | Nach neueren Informationen, welche zum Zeitpunkt der Stolpersteinverlegung nicht bekannt waren, wurde Bernhard Voos im Mai 1942 von Litzmannstadt (Łódź) nach Kulmhof deportiert und dort ermordet. |
| Stolperstein für Gerson Voos (Wilhelmstraße 55)            | Hier wohnte Gerson Voos (Jahrgang 1940) Deportiert 1941 Verschollen in Łódź | Wilhelmstr. 55 (Standort)       | Nach neueren Informationen, welche zum Zeitpunkt der Stolpersteinverlegung nicht bekannt waren, wurde Gerson Voos im Mai 1942 von Litzmannstadt (Łódź) nach Kulmhof deportiert und dort ermordet. |
| Stolperstein für Klara Voos (Wilhelmstraße 55)             | Hier wohnte Klara Voos, geb. Seligmann (Jahrgang 1911) Deportiert 1941 Łódź Für tot erklärt                                                                                           | Wilhelmstr. 55 (Standort)       | Nach neueren Informationen, welche zum Zeitpunkt der Stolpersteinverlegung nicht bekannt waren, wurde Klara Voos im Mai 1942 von Litzmannstadt (Łódź) nach Kulmhof deportiert und dort ermordet. |
| Stolperstein für Emilie Weinberg (Auguststraße 14)         | Hier wohnte Emilie Weinberg, geb. Silberberg (Jahrgang 1892) Deportiert 1941 Riga ???                                                                                                 | Auguststr. 14 (Standort)        | |
| Stolperstein für Max Weinberg (Auguststraße 14)            | Hier wohnte Max Weinberg (Jahrgang 1877) Deportiert 1941 Riga ??? | Auguststr. 14 (Standort)        | |
| Stolperstein für Berta Willner (Neusser Straße 204)        | Hier wohnte Berta Willner, geb. Salm (Jahrgang 1874) Deportiert 1941 Łódź Für tot erklärt                                                                                             | Neusser Str. 204 (Standort)     | Nach neueren Informationen, welche zum Zeitpunkt der Stolpersteinverlegung nicht bekannt waren, wurde Bertha Willner im September 1942 von Litzmannstadt (Łódź) nach Kulmhof deportiert und dort ermordet. |
| Stolperstein für Josef Willner (Neusser Straße 204)        | Hier wohnte Josef Willner (Jahrgang 1873) Deportiert 1941 Łódź Tod am 26. Juni 1943                                                                                                   | Neusser Str. 204 (Standort)     | |

## Quelle
- NS-Dokumentationszentrum - Stolpersteine | Erinnerungsmale für die Opfer des Nationalsozialismus (Stadtteilliste Nippes)